# Penisola Kiev
La penisola Kiev è una penisola lunga circa 35 km e quasi completamente coperta dai ghiacci, situata tra la baia Flandres, a nord-est, e la baia di Beascochea, a sud-ovest, nella parte occidentale della Terra di Graham, in Antartide. Capo Renard, sito su una piccola isola di fronte all'estremità settentrionale della penisola, segna il confine tra la costa di Graham, a sud-ovest, e la costa di Danco, a nord-est. La penisola è separata dall'arcipelago Wilhelm, a nord-ovest, per mezzo del canale di Lemaire e dello stretto Penola e, lungo le sue coste, sono presenti diverse baie, tra cui la baia di Deloncle e la baia di Girard, nella parte nord-occidentale, e la baia Hidden, nella parte nord-orientale.

## Storia
La penisola è stata così battezzata in onore della città di Kiev, capitale dell'Ucraina, in associazione con la stazione di ricerca ucraina Vernadsky situata nei pressi dell'isola Galindez.